# Kōki Imakake
Kōki Imakake (japanisch 今掛 航貴 Imakake Kōki; * 17. Februar 1999 in der Präfektur Osaka) ist ein japanischer Fußballspieler.

## Karriere
Kōki Imakake erlernte das Fußballspielen in den Jugendmannschaften vom Izumishi FC und dem RIP ACE, in der Schulmannschaft der Kokoku High School sowie in der Universitätsmannschaft der Chūō-Universität. Seinen ersten Vertrag unterschrieb er am 1. Februar 2021 bei Sagan Tosu. Der Verein aus Tosu, einer Stadt in der Präfektur Saga auf der Insel Kyūshū, spielte in der ersten japanischen Liga. Ende Juli 2021 wurde er vom Zweitligisten Mito Hollyhock ausgeliehen. Sein Zweitligadebüt für den Verein aus Mito gab Kōki Imakake am 26. September 2021 (31. Spieltag) im Heimspiel gegen Zweigen Kanazawa. Hier stand er in der Startelf und spielte die kompletten 90 Minuten. Mito gewann das Spiel 2:1. Für Mito absolvierte er insgesamt vier Zweitligaspiele. Im Februar 2022 unterschrieb er einen Vertrag beim Viertligisten FC Tiamo Hirakata. Für den Verein aus Hirakata bestritt er 24 Ligaspiele. Nach einer Spielzeit wechselte er Anfang 2023 zum Sechstligisten Route 11 (Osaka). Mit dem Verein spielt er in der Kansai Soccer League (Div.2).